# Película de culto

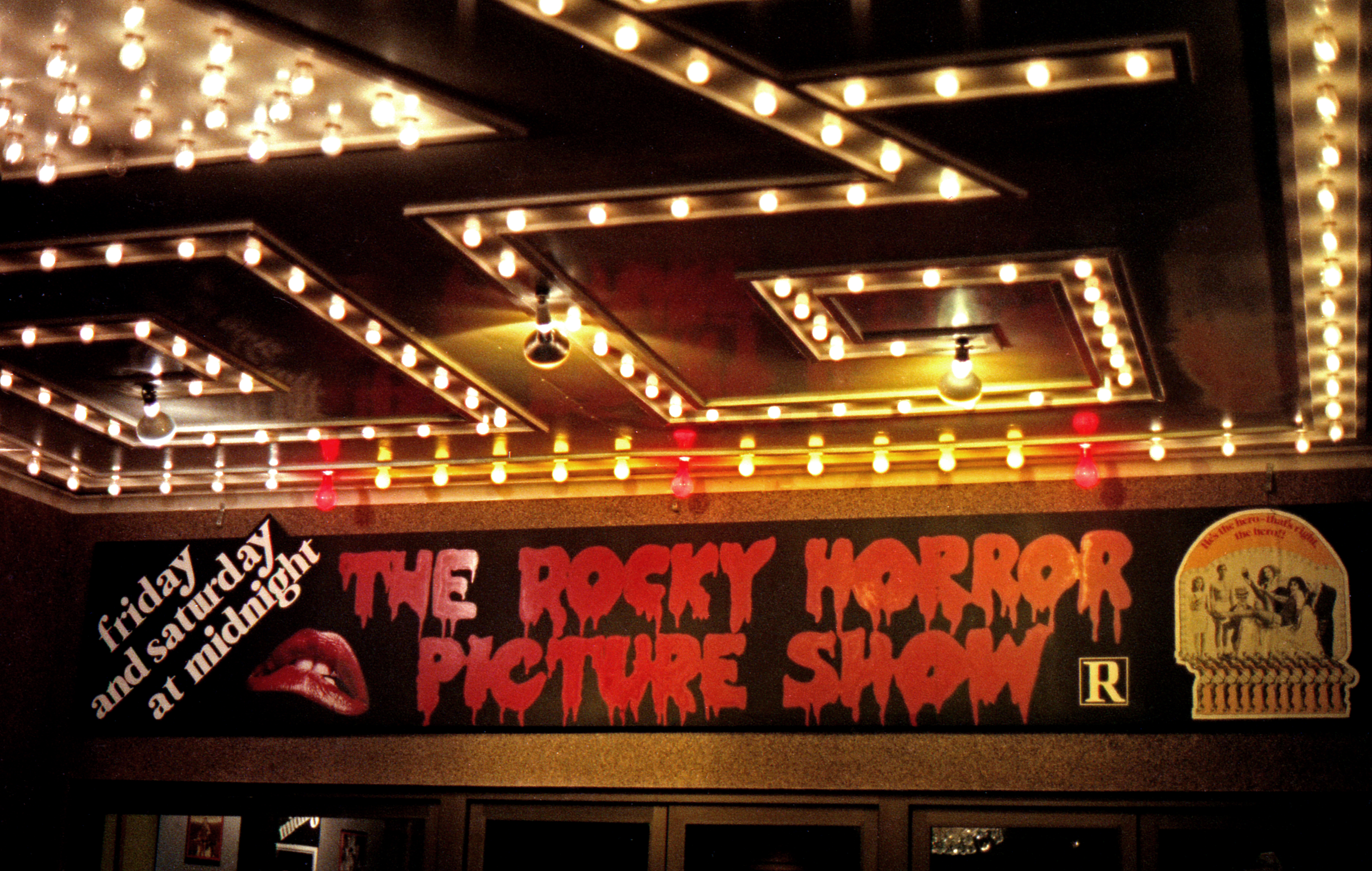
The Rocky Horror Picture Show (1975), un ejemplo de una película de culto que sigue en la cartelera de cines y teatros.

El término película de culto se refiere a cualquier tipo de producción cinematográfica que ha adquirido alguna clase de culto popular, ya sea por su formato o por su producción, pero sobre todo por su trama o por su significado histórico o su ideología. Las películas de culto suelen considerarse polémicas, debido a que incluyen ideas o temas notablemente controvertidos o a que, siendo más convencionales en su temática, la presentan de un modo alejado de los convencionalismos estéticos o narrativos. También existen series de culto.
Cabe señalar que, con el tiempo, muchas películas de culto han trascendido este estatus, y han pasado de ser admiradas por alguna subcultura o fandom limitado, a ser reconocidas incluso como clásicos cinematográficos de un modo universal. Es el caso de Nosferatu, eine Symphonie des Grauens o más recientemente El gran Lebowski. 
Las películas de culto son la cristalización cinematográfica de la cultura que ignora los estándares de la cultura principal y se asimila en los géneros del cine B, el cine de explotación, el cine camp y el cine independiente, caracterizados por sus ideales de transgresión social, la temática de ficción de explotación y los niveles bajos en la producción cinematográfica.

## Características

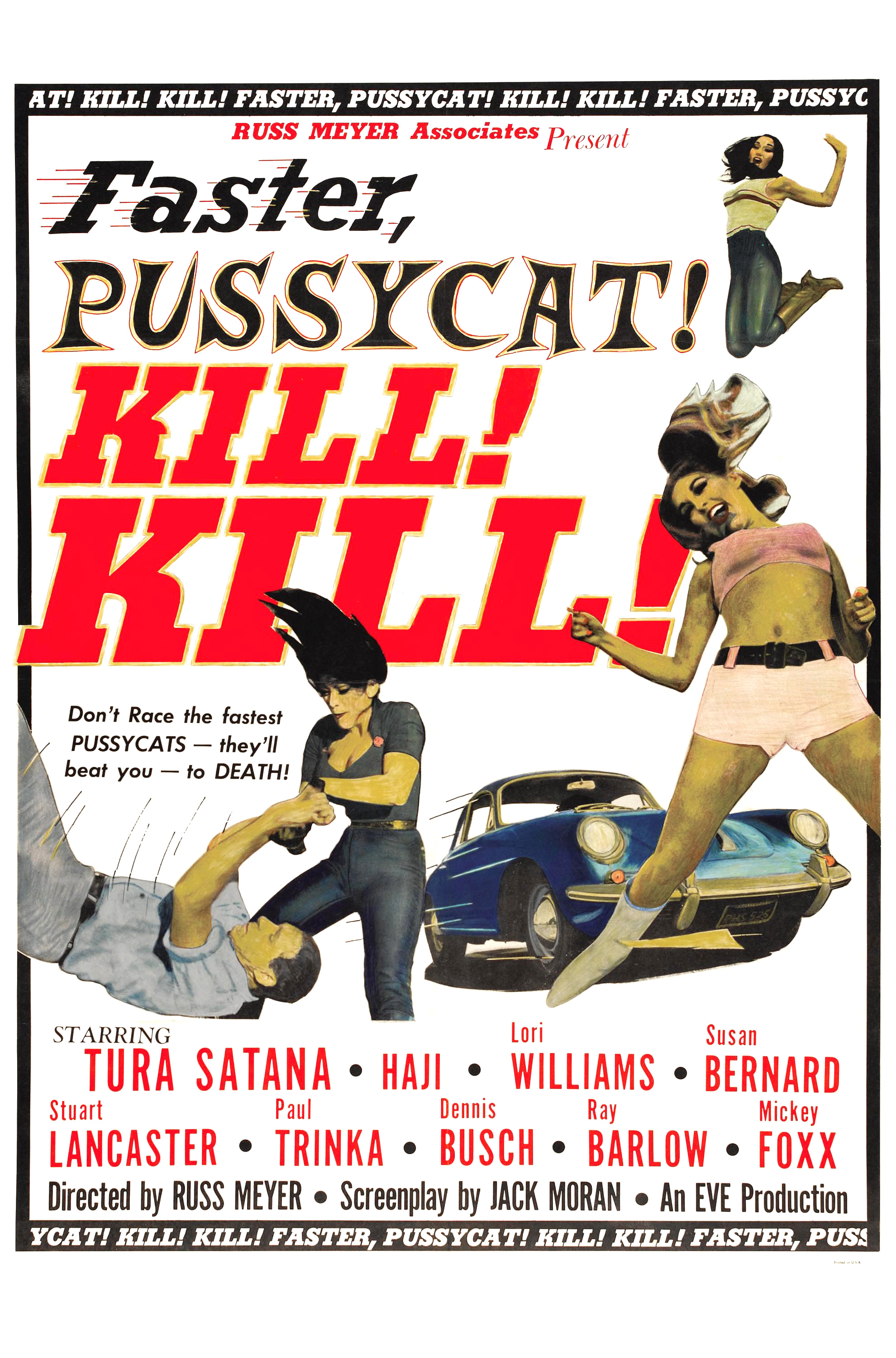
Promocional de Faster, Pussycat! Kill! Kill! (1965).

Las películas de culto adquieren tal estatus debido a la respuesta positiva que reciben por una parte significativa, pero limitada, de la audiencia o de la crítica a causa de su trama, su original estética, su anómala estructura narrativa o su especial relevancia en el contexto  de la historia del cine. Debido a su contenido corrientemente polémico u ofensivo, a sus transgresiones estructurales (que las alejan de las convenciones narrativas haciéndolas crípticas y poco comprensibles) o a la habitual baja calidad formal, que viene determinada por la escasez de medios, el cine de culto no suele ser totalmente comercial. En su temática general, el cine de culto suele contener elementos de la ficción de explotación como el sexo explícito, la violencia, el crimen y el consumo de drogas. Otros enfoques incluyen la expresión artística surrealista, el humor negro y la presentación de figuras irónicas o grotescas con una intención regularmente dramática o cómica. En un sentido más irónico y laxo, se incluyen también en la denominación filmes que presentan una temática camp en la que prospera el afeminamiento y la dignificación o ridiculización de la homosexualidad y la expresión de las identidades transgénero como el drag y otros filmes de Serie B de  muy escasa calidad objetiva que, sin embargo, por diversas razones, se han ganado la simpatía de amplios sectores del público. 
Grosso modo, y en un sentido estricto, puede afirmarse que una película alcanza el estatus de película de culto cuando es capaz de producir admiración y reconocimiento en un grupo de espectadores o críticos lo suficientemente amplio como para asegurar su continuidad como pieza cinematográfica significativa, pero demasiado limitado como para catapultar la obra al reconocimiento general. Sin embargo, este término es ambiguo y existen diversas variantes, incluso contradictorias, sobre lo que se puede considerar una película de culto según sus atributos y cronología. Típicamente, se aplica esta denominación a un filme si:
- A pesar de ser relativamente desconocida para el gran público o incluso entre crítica generalista, la película es especialmente apreciada por la crítica especializada o por ciertos sectores restringidos de la audiencia. Inferno (1980)
- El éxito comercial de la película ha sido moderado pero constante desde su lanzamiento y goza de un especial prestigio entre cierto sector del público, pero no así entre la crítica, que ha tratado tradicionalmente el filme con displicencia. The Terminator (1984)
- La crítica en el momento de su estreno fue principalmente favorable, pero no tanto la opinión del público, que, sin embargo, se ha ido tornado más favorable o incluso entusiasta con el tiempo.The Shining (1980).
- Tuvo poca popularidad o aceptación en su lanzamiento, pero ha experimentado un aumento de popularidad gradual hasta alcanzar el reconocimiento universal de la crítica, el público o ambos. La montaña sagrada (1973), Blade Runner (1982), Scarface (1983), Lost Highway (1997).
- Es un clásico de culto, queriendo indicarse aquellas producciones cinematográficas que alguna vez fueron éxitos rotundos de crítica o público y que ahora, a pesar de ser mucho menos conocidas y haber salido de los círculos comerciales, siguen siendo objeto de admiración. Dr. Strangelove or: How I Stopped Worrying and Learned to Love the Bomb (1964).
- A pesar de su discutible calidad, tienen un especial significado histórico por su contribución al desarrollo del cine.  El cantor de Jazz (1927).

## Película de culto
Diversos títulos, en especial los que datan de la época dorada del cine, no eran objeto de culto en su lanzamiento, sino hasta que fueron popularizadas y retomadas como obras magníficas que retrataban la sociedad de esos años. No adquirieron popularidad hasta su comercialización, remasterización e introducción en la sociedad lo que provocó que fuesen aceptadas como obras revolucionarias del cine por su producción o sus argumentos. Anteriores al cine blockbuster existen diversas temáticas en la construcción de argumentos para películas que mostraban las ideas firmes de transgresión de su director, lo que las hicieron motivo de culto, contrario al blockbuster que tenía como objetivo mostrar lo que el público deseaba ver y no lo que el director deseaba plasmar.

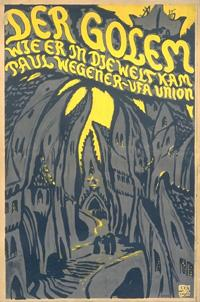
Promocional de El Golem (1920).

### Cine expresionista y surrealista (1910 -1920)
El cine expresionista es una corriente cinematográfica que tiene su origen en Alemania (concretamente en la República de Weimar), pero muy popular en otros países europeos que apenas entraban en la reciente industria cinematográfica. Contrario a otros enfoques americanos de la cinematografías del cine mudo, el cine expresionista gozaba de complejidad en sus argumentos al presentar ideas serias enfocadas al horror y al suspense, ambientadas en escenarios sombríos con mobiliario y tomas irregulares. El cine expresionista tenía un enfoque surrealista e impresionista que se dedicaba a presentar historias meramente ficticias enfocadas a la interpretación de emociones y sentimientos como el amor y el miedo, siendo recurrente la impresión en escenarios sombríos, la angustia y las visiones deformadas del director para representar el contexto o el interior del personaje. El cine expresionista además se caracterizó por ser una de las primeras formas de cine en incluir una crítica social a partir de argumentos irreales, normalmente evocando características del cine de horror y el suspense.
En el cine expresionista alemán destacan directores como Robert Wiene, Fritz Lang,  F. W. Murnau y Ernst Lubitsch. Algunos títulos del filmes perdidos del expresionismo alemán considerados como películas de culto son: The Cabinet of Dr. Caligari (1920), El Golem (1920), Nosferatu: A Symphony of Horror (1922), Der Letzte Mann (1924) y Metropolis (1927).
El cine surrealista es una corriente vanguardista del cine que, de manera similar al expresionismo alemán, se dedica a presentar argumentos ficticios y tramas oníricas acompañadas de escenarios sombríos que denotan angustia y suspense. El cine surrealista es completamente dependiente de la captación de la cámara para dar efecto onírico al argumento de la historia. Las historias suelen tener cambios contrastantes y escenas que no se relacionan con las anteriores por lo que sus argumentos suelen ser incomprendidos, además de incluir escenarios depresivos y argumentos que refieren a la crítica social. Algunos directores de cine surrealista son Luis Buñuel y Jean Cocteau. Algunos títulos considerados como películas de culto del cine surrealista incluyen: The Oyster Princess (1919), Entreacto (1924), La pasión de Juana de Arco (1928) y Un perro andaluz (1929).

### Pre-code Hollywood(1920 - 1940)

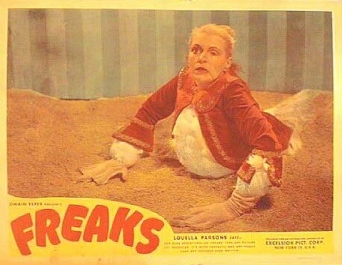
Promocional de Freaks (1932)

Se le conoce como Pre-code Hollywood (traducido al español como Hollywood antes del código) a la época entre 1920 y 1934 en el que la producción cinematográfica en Estados Unidos no se regía bajo ningún parámetro de censura, siendo frecuente la representación de diversas temáticas lascivas como el sexo explícito, la violencia y el consumo de drogas. Los años de producción cinematográfica del Pre-code se ven influenciados por la temática de la literatura pulp comercial entre las clases inferiores de Estados Unidos en los así llamados «felices años veinte». El periodo de producción de cinematografía obscena terminó con la aplicación definitiva del Código Hays para regular los parámetros que definieron la producción audiovisual hasta 1967 que negaban el retrato de promiscuidad y violencia en las películas.
A finales de los años 1910 se desarrolla el género cinematográfico del slapstick, el cual basaba su atractivo en la comedia física (violencia para producir humor). El slapstick tenía un carácter cómico, a diferencia de los géneros contemporáneos de Europa como el expresionismo que tenían un carácter mucho más serio y sombrío. El slapstick tuvo actores populares como: Charlie Chaplin y Harold Lloyd. En la actualidad suelen ser objeto de culto este tipo de películas por su significado histórico en el desarrollo del cine e incluyen títulos como: The Kid (1921), Safety Last! (1923), La quimera del oro (1925) y El gran dictador (1940).

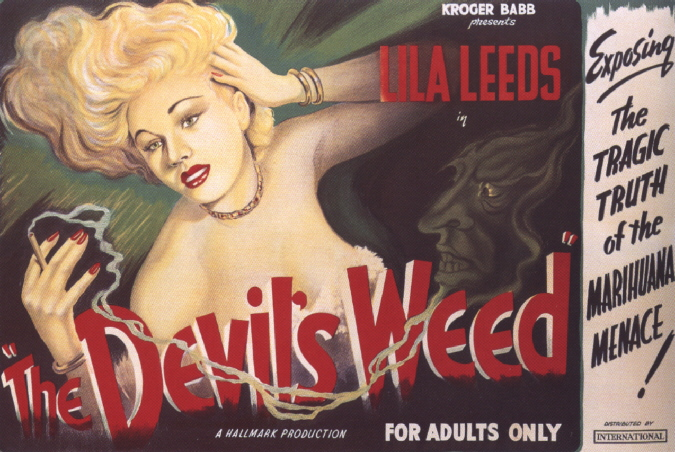
Promocional del cautionary She Shoulda Said No! - The Devils Weed (1949).

A partir de los años 1910 surge una extraña manera de propaganda social en el cine denominada cautionary (traducido al español como «precautorio») que retrataba diversos temas sociales socialmente inaceptados para la época como el mestizaje, la fornicación, la homosexualidad, el crimen, la promiscuidad, el aborto y el consumo de drogas para prevenir a la audiencia de esas situaciones. Las películas gozaban de gran popularidad por su carácter prohibido que se comenzó a explotar el concepto y se convirtieron en uno de los primeros enfoques del cine de explotación. Algunas películas de culto cautionary incluyen: Reefer Madness (1936) y Marihuana (1936). Entre los años 30 también se desarrolla el cine homoerótico experimental, el cual normalmente contenía alusiones a la sexualidad humana y el erotismo, resaltando algunos aspectos como el sexo explícito, la masturbación, la sodomía, la fornicación y el homoerotismo; algunas películas de culto de estas características incluyen Lot in Sodom (1933) y Fireworks (1947).

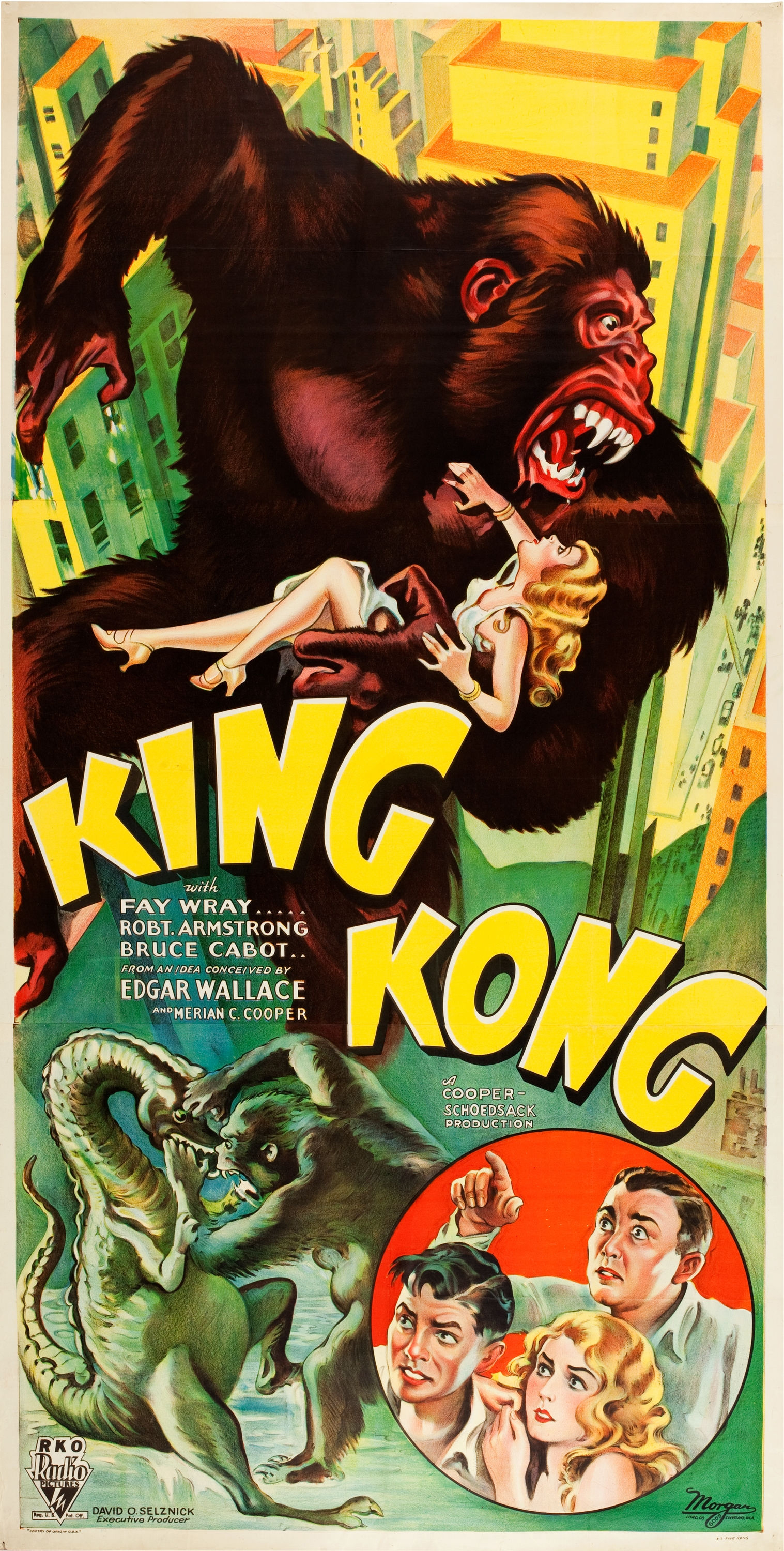
Promocional de King Kong (1933)

En el cine comenzaba una gran demanda por cinematografía que revelará la transgresión social, comenzó a utilizarse a la cinematografía como un método de crítica social que ocultaba las intenciones del autor de la obra. Aparecen directores aceptados en culto como Alfred Hitchcock, D. W. Griffith y Sergei Eisenstein, dedicados a la producción de dramas de intención seria, cargados ocultamente de erotismo visual y crítica social. Algunos títulos incluyen clásicos cinematográficos como: Lirios rotos (1919), Esposas frívolas (1922), Scarface (1932), Lo que el viento se llevó (1939), Citizen Kane (1941), A Guy Named Joe (1943) y Spellbound (1945). La ficción fantástica también se convirtió en objeto de culto en películas clásicas como: Frankenstein (1931), Drácula (1931), King Kong (1933), Tarzán y su compañera (1934) y El mago de Oz (1939). En la visión mundial comienza a extenderse la cinematografía para expresar el drama y la crítica social como en La huelga (1925), La Diosa (1934) y Doña Bárbara (1943); convirtiendo a dichos títulos en películas de culto por su intención de retratar a una sociedad de manera excesivamente realista, ignorando la fantasía de las películas estadounidenses.

### Cine clásico (1940 -1960)

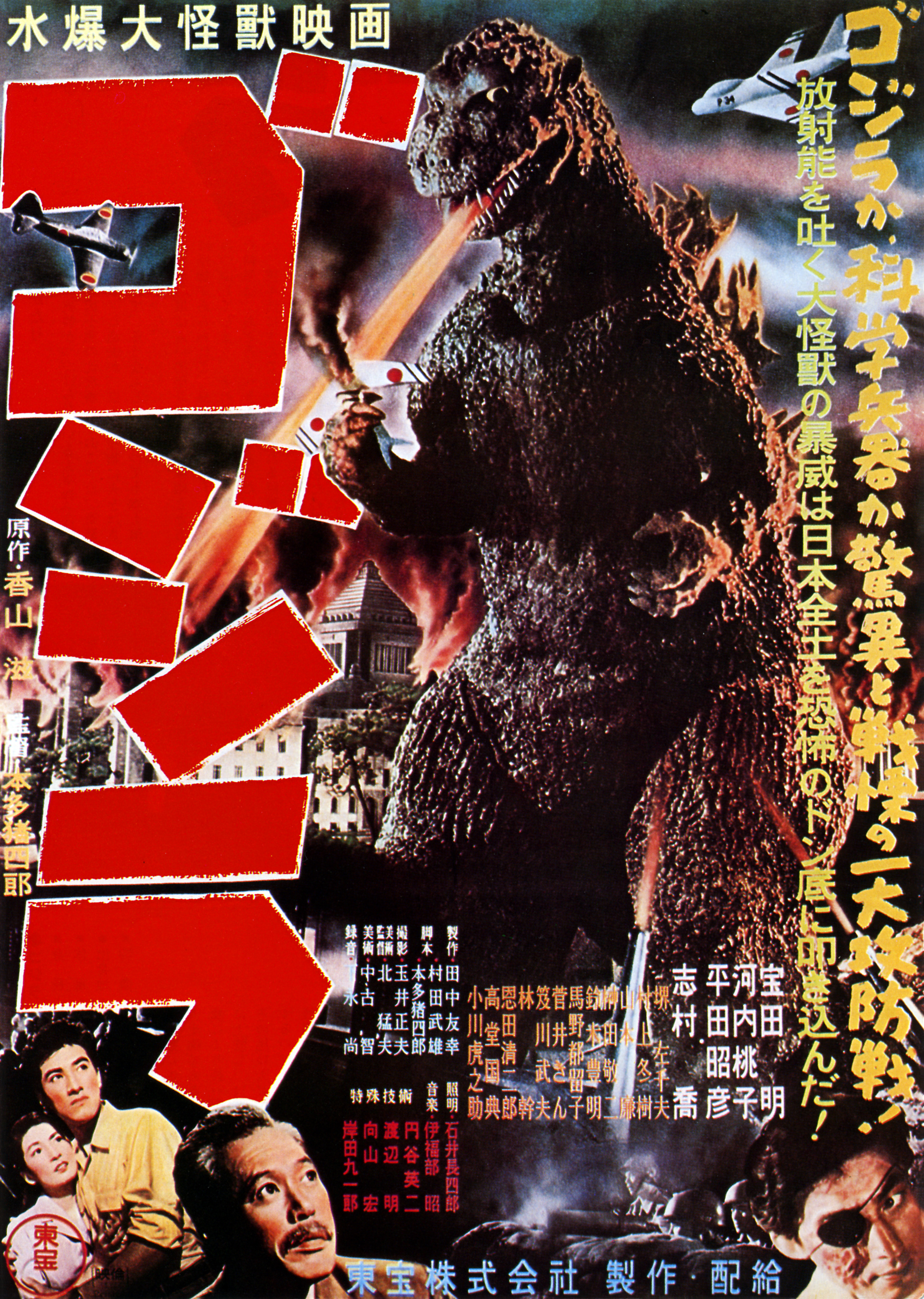
Promocional de Godzilla (1954)

El periodo del cine clásico de Hollywood fue el periodo en el que se  produjeron gran cantidad de títulos cinematográficos que eran altamente reconocidos por la audiencia y altamente remunerados debido a la reciente cotidianidad del cine. El periodo del Pre-code comenzaba a ser abandonado debido a los estragos de la Segunda Guerra Mundial, por lo que de nuevo comenzaba a sexualizarse la producción fílmica en películas comerciales, en los que se encuentran algunos títulos de películas de culto como: The Seven Year Itch (1955) y Lolita (1962). Es hasta 1967 que se abandona por completo el Código Hays que censuraba la producción cinematográfica y reaparecen diversos géneros del cine de explotación con temas altamente lascivos.
Dentro del mundo fílmico en Estados Unidos se popularizan las obras de directores de películas de culto como: Alfred Hitchcock, Stanley Kubrick, Howard Hawks, Orson Welles, Billy Wilder, Gene Kelly, Stanley Donen y John Ford. Aparecen títulos, hoy considerados como películas de culto, como: The Grapes of Wrath (1940), The Maltese Falcon (1941), Casablanca (1942), Sunset Boulevard (1950), The Thing from Another World (1951), Singin' in the Rain (1952), Gentlemen Prefer Blondes (1953), The Wild One (1953), Roman Holiday (1953), Johnny Guitar (1954), Sabrina (1954),  Rear window (1954), Kiss Me Deadly (1955), Rebel Without a Cause (1955), To catch a thief (1955), Touch of Evil (1958), Vertigo (1958), Some Like It Hot (1959), Pickpocket (1959), Psycho (1960), Breakfast at Tiffany's (1961), To Kill a Mockingbird (1962), The Birds (1963), Dr. Strangelove or: How I Stopped Worrying and Learned to Love the Bomb (1964), Blow-Up (1966) Two for the Road (1967) y 2001: A Space Odyssey (1968).
En el panorama internacional aparece lo que hoy se conoce popularmente como Bollywood, trayendo consigo la admiración y culto hacia películas de origen indio como: Mother India (1957) y Mughal-e-Azam (1960). En Japón se comienza a exportar el chambara gracias a películas reconocidas internacionalmente como Los siete samuráis (1954); además del drama y terror japonés apreciado en películas como Cuentos de Tokio (1953) y Godzilla (1954). El cine italiano sobresale con las películas de Luchino Visconti y Federico Fellini, considerado en la actualidad como director de películas de culto con obras como: Le Notti di Cabiria (1957) y La dolce vita (1960).

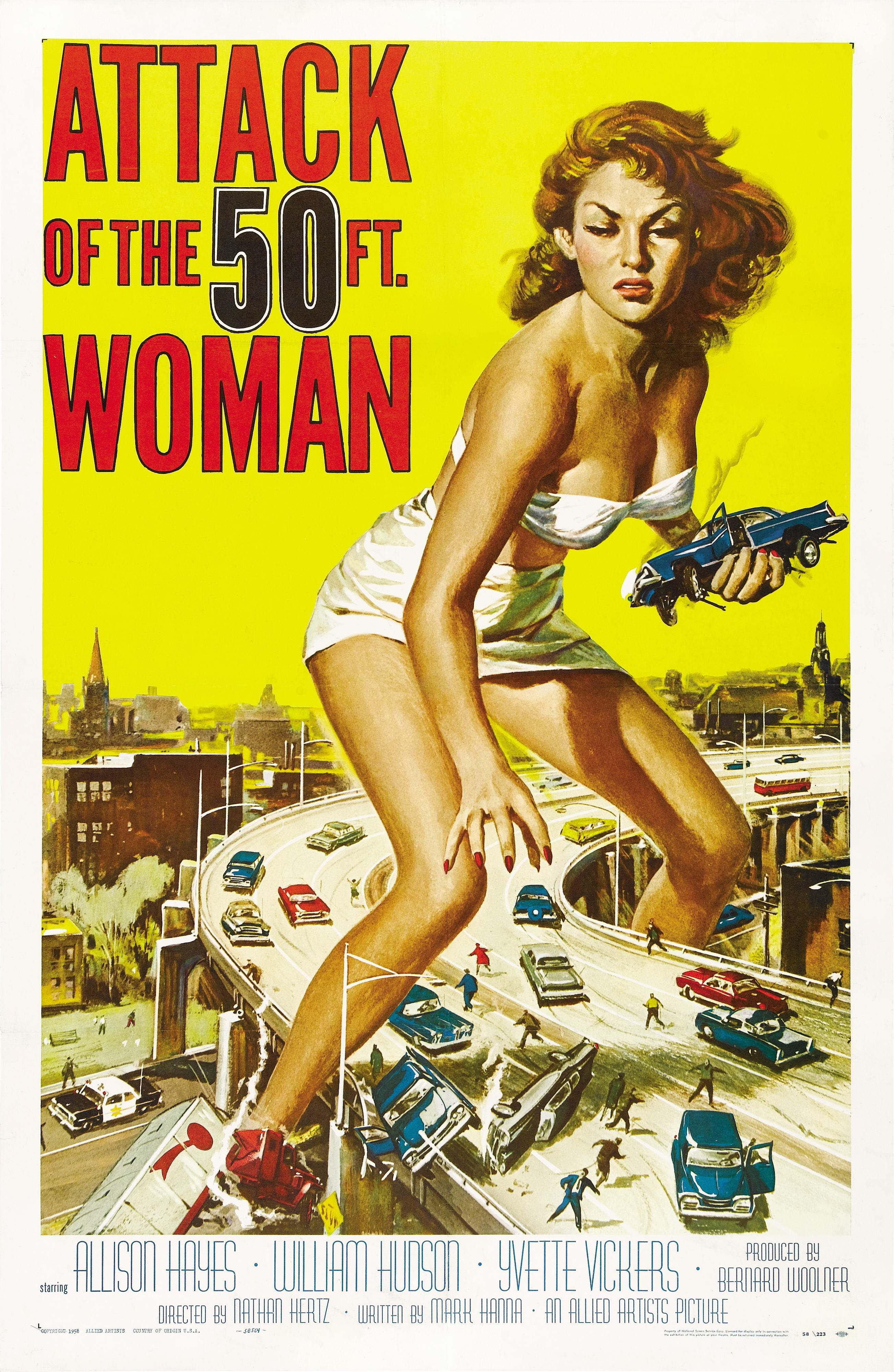
Promocional de Attack of the 50 Feet Woman (1958).

### Cine B (1950 -1960)
Se le conoce como cine B a aquellas producciones cinematográficas que presentan baja producción debido a la poca inversión económica que se denota en la trama y los efectos especiales. Las películas B suelen estar enfocadas a la ciencia ficción y la ficción de horror, por lo que frecuentemente están llenas de efectos especiales de baja calidad que marcan la baja producción de la película. Las películas B suelen ser consideradas como películas de culto debido a que suelen ser identificadas bajo el parámetro de la genialidad a partir de la mediocridad ("es tan malo, que es bueno"), además de que no suelen ser comerciales y se encuentran normalmente como filmes perdidos. En un género similar se encuentra el cine Z que se caracteriza por ser de peor calidad que el cine B debido a que cuenta con menor presupuesto que este. El director de películas B y Z más reconocido en la historia de la cinematografías es Ed Wood.
Algunas películas del cine B consideradas como películas de culto incluyen: Bride of the Gorilla (1951), Forbidden Planet (1954), Creature from the Black Lagoon (1954), The Amazing Colossal Man (1957), Invasion of the Saucer Men (1957), Attack of the Crab Monsters (1957), The Blob (1958), Attack of the 50 Foot Woman (1958) y The Little Shop of Horrors (1960). Algunas películas del cine Z son normalmente consideradas como las peores películas de la historia y suelen incluir películas como: Glen or Glenda (1953), Plan 9 from Outer Space (1956) y Santa Claus Conquers the Martians (1964).
El cine gore es una corriente cinematográfica que inició como una variante del cine B en la que se plasmaban diversos escenários cadavéricos que involucraban la mutilación o asesinato. Algunas películas de este género en su clasificación como cine B de culto se encuentran Blood Feast (1963) y La noche de los muertos vivientes (1968).

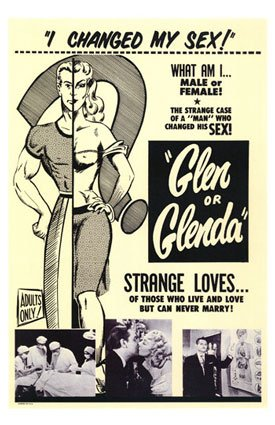
Promocional de Glen or Glenda (1953).

### Cinecamp(1960 -1990)
Se le conoce como camp a aquella noción estética de la exageración y el afeminamiento que ha caracterizado a diversas corrientes artísticas como el cine, la música y la moda. El camp es un elemento clave en la concepción de la cultura closet anterior a los disturbios de Stonewall en 1969, dedicada a incluir la homosexualidad, el transgénero y el queer a la sociedad heteronormativa. El camp sirvió como método de transgresión para la cultura homosexual, que posteriormente se incorporó a formas de arte masiva que trataban la homosexualidad y que a pesar de su intención original de querer dignificar el LGBT, terminaban ridiculizándolo.
En el cine, suelen identificarse distintos elementos que hacen referencia al argumento absurdo contenido en el filme; normalmente con un enfoque alegórico y en algunas ocasiones acompañado de elementos del cine de explotación. Radicando en la estética de la dignificación de lo socialmente inaceptable, la presencia de un ambiente excéntrico, la estética flamboyant, y en algunas ocasiones, la sexploitation. Algunos directores famosos del camp son: Andy Warhol, Russ Meyer, John Huston, Armando Bó, Ed Wood y John Waters. Las características principales del cine camp recaen en una intención cómica de carácter crudo, la utilización de drag, el ambiente excéntrico, el sexploitation y ocasionalmente la producción B o la comicidad sin la intención de serlo. En el cine camp de culto se encuentra filmes como: Glen or Glenda (1953), Mary Poppins (1964), Pink Flamingos (1972), The Rocky Horror Picture Show (1975), La Cage aux Folles (1978), Mamita querida (1981), Victor Victoria (1982), The Adventures of Priscilla, Queen of the Desert (1994), Welcome to the Dollhouse (1995), Showgirls (1995), Austin Powers: International Man of Mystery (1997), Hairspray (2007) y Burlesque (2010).

### Cineexploitation(1960 - 1980)
Se le conoce como cine de explotación o exploitation a aquella producción cinematográfica que se caracteriza por «explotar», de ahí su nombre, las temáticas o estilo de algún otro filme que y consiguió en su día un considerable éxito comercial o repercusión momentánea. Suelen recrearse en la exhibición de temas polémicos u obscenos como la violencia, el sexo explícito, el desnudo, el homoerotismo, el consumo de drogas, el crimen y la muerte.

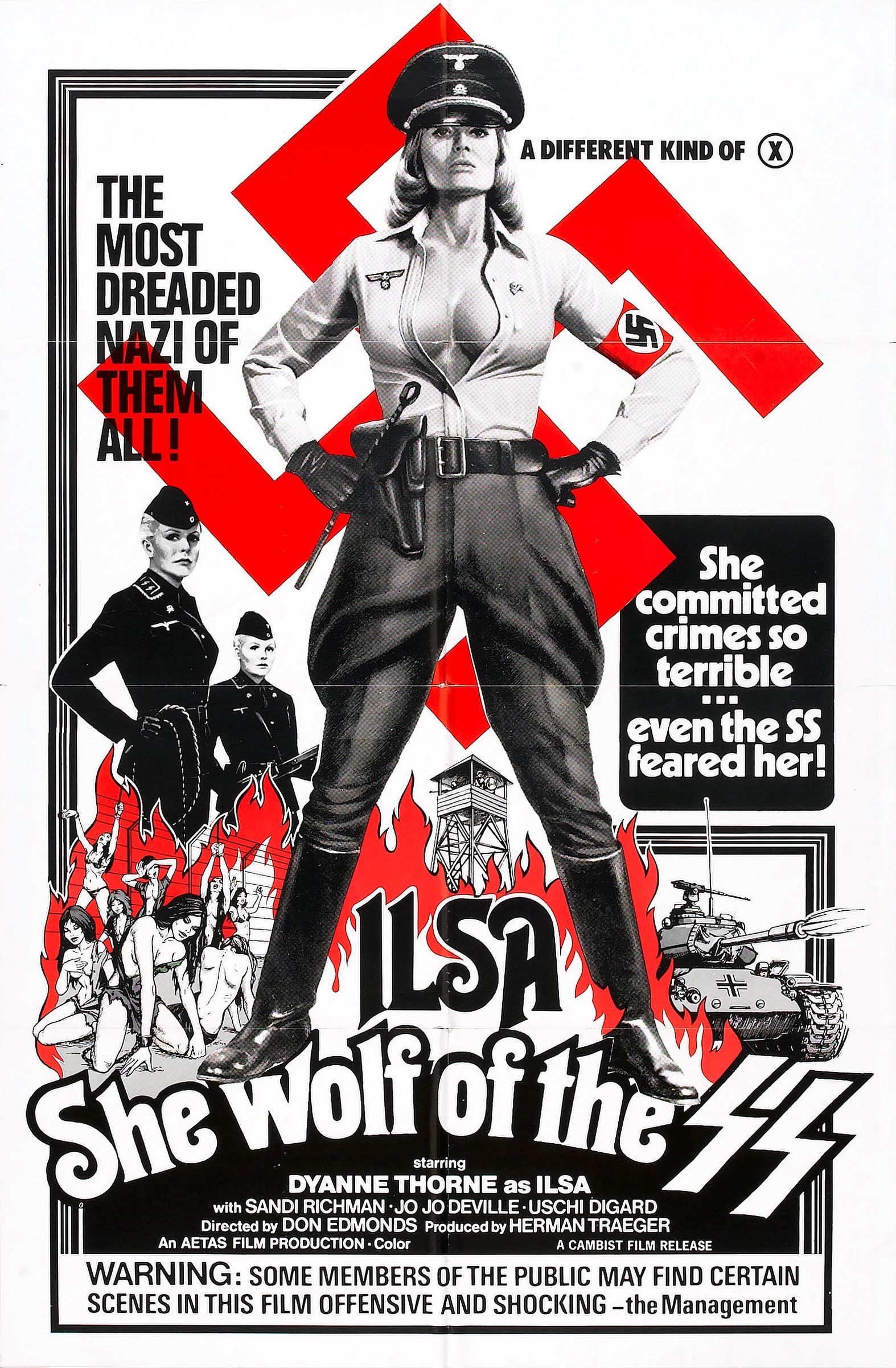
Promocional del filme de Nazi exploitation, Ilsa, la loba de las SS (1975).

#### Subgéneros
Existen diversos género considerados como cine de explotación, aunque no hayan pertenecido al Boom del exploitation entre los años 1960 y los años 1980, siendo su mayor auge en los años 1970. El cine Cautionary de los años 1930 que se considera como el inicio del cine de explotación; el cine mexploitation, el jewsploitation y el cine teensploitation se consideran como cine de explotación, pero son modernos, tienen su origen en la década de los 90 y son comercialmente exitosos. El cine de explotación y sus corrientes suelen catalogarse también como cine B y cine camp, aunque existen otros enfoques como el cine slasher que se catalogaría como blockbuster comercialmente exitoso.
- Biker: Se caracteriza por presentar personajes relacionados con el motociclismo, los cuales suelen ser identificados como bikers. Se relaciona con la ficción de explotación por su insistencia en retratar el vandalismo, el crimen, el consumo de alcohol, el consumo de tabaco, la violencia física y el robo. Algunos títulos de culto de este género incluyen: The Wild One (1953), Motorpsycho (1965), Hells Angels on Wheels (1967), Satan's Sadists (1969) y C.C. and Company (1970).
- Blaxploitation: Se caracteriza por representar el black pride con personajes afroamericanos y su cultura (cultura urbana, funk, soul, blues, etc.). Suele integrar elementos lascivos como el consumo de drogas, la violencia física, el detonamiento de armas, el sexo, el erotismo y el crimen.[23] Algunas películas de culto pertenecientes a este subgénero son: Shaft (1971), Blacula (1972), The Thing with Two Heads (1972), Super Fly (1972), Sugar Hill (1974), Foxy Brown (1974), Black Samurai (1977), Jackie Brown (1997) y Black Dynamite (2009).
- Britsploitation: Es una variante del cine gore que rinde homenaje a las películas y series de televisión de horror de Hammer Film Productions. Algunos títulos de culto de este género incluyen No profanar el sueño de los muertos (1974) y Un hombre lobo americano en Londres (1981).
- Cannibal: Se caracteriza por mostrar escenas gráficas de violencia, que surgen de un argumento relacionado con el canibalismo humano entre diferentes culturas étnicas de las selvas de Asia, América y África en forma de un aparente documental financiado por exploradores ingenuos de la hostilidad de la tribus falsas.[24] Las películas más conocidas de este subgénero son: Ultimo Mondo Cannibale (1977), The Mountain of the Cannibal God (1978) Cannibal Holocaust (1980) e Eaten Alive! (1980).

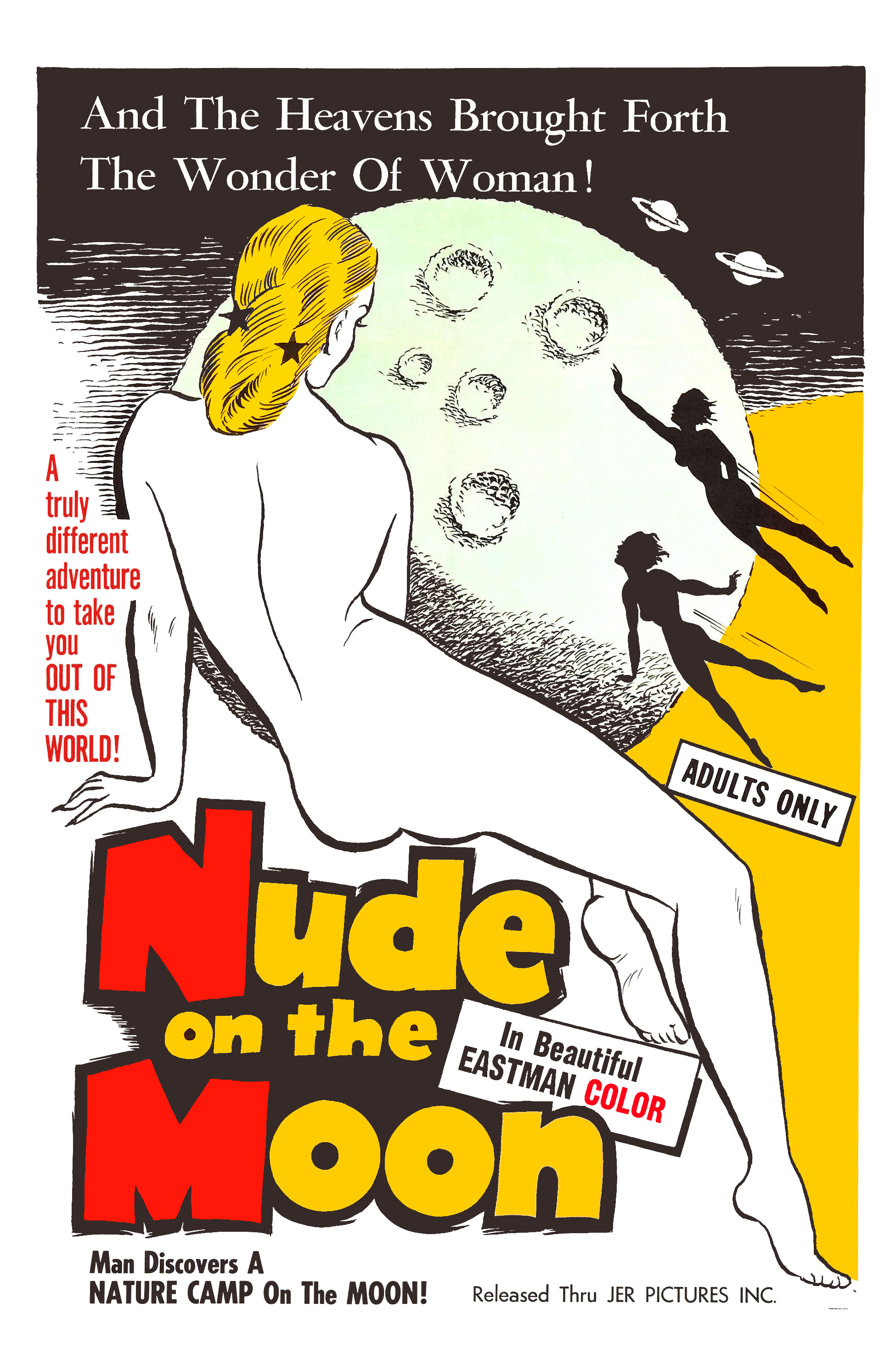
Promocional del sexploitation, Nude on the Moon (1961).

- Carsploitation: Se caracteriza por presentar un argumento enteramente basado en la conducción de automóviles (normalmente muscle cars), que suele incluir temas como carreras clandestinas de automóviles, el robo de autos, accidentes automovilísticos, la violencia física y la delincuencia. Algunas películas de este género son: Vanishing Point (1971), Mad Max (1979), The Blues Brothers (1980), Dead End Drive-In (1986), The Hitcher (1986), The Fast and the Furious (2001) y Death Proof (2007).
- Eco-terror: Se caracteriza por presentar animales en un comportamiento o apariencia contraria a la que naturalmente tienen, normalmente enfocados a atacar a la raza humana. Suele presentar temáticas de violencia, maltrato animal, asesinato, devoramiento y detonación de armas. Algunos títulos de culto pertenecientes a este género son: King Kong (1933), Los pájaros (1963), Jaws (1975), Orca (1977), Piranha (1978), La bestia bajo el asfalto (1980), Cujo (1983) y El devorador del océano (1984).[25]
- Giallo: es un subgénero del cine thriller y de la ficción policiaca que surge como una variante italiana que combinaba la esencia del noir inglés y el hard boiled americano. Suele presentar temáticas de violencia, crimen, asesinato y detonación de armas. Algunos títulos de culto este género son: L'uccello dalle Piume di Cristallo (1970), Il Gatto a Nove Code (1971), 4 Mosche di Velluto Grigio (1971), Don't Look Now (1973) y Tenebrae (1982).[26]
- Gore: Se caracteriza por presentar escenarios que dependen totalmente de la mutilación y escenas sanguinarias. Suele mostrar asesinato, tortura, mutilación y uso de armas.[27] Algunos títulos de culto de este género son: Blood Feast (1963), Night of the Living Dead (1968), Dawn of the Dead (1978), The Evil Dead (1981), Braindead (1992), Destino final (2000), Saw (2004), Hostel (2005).
- Mondo: Se caracteriza por presentar temas sensacionalistas sobre las costumbres étnicas en diferentes lugares exóticos. El shockumentary es un documental falso, similar al cannibal, que presenta la investigación de exploradores que se internan las costumbres tradicionales de las culturas étnicas alejadas de la urbanidad. Normalmente presentan una temática que involucra la masacre, el sacrificio humano y el canibalismo. Suele contener características del gore y presental material gráfico explícito de violencia y asesinato. Algunos títulos de culto pertenecientes a este género son: Mondo cane (1962), Shocking Asia (1974) y Faces of Death (1978).[28]
- Nazi exploitation: Se caracteriza por presenta personajes relacionados con el Nazismo que cometen crímenes de naturaleza sexual dentro de un contexto de la Segunda Guerra Mundial, normalmente involucrando oficiales o miembros militares que pertenecen a la conformación de las tropas alemanas del Partido Nacional Socialista. Este género presenta distintos elementos eróticos como el sexo explíto, la práctica de fetichismos sexuales, el BDSM, la violencia física, la utilización de armas y el asesinato. Algunos filmes de culto incluyen: Love Camp 7 (1969), Ilsa, She Wolf of the SS (1975), Salón Kitty (1976) y SS Experiment Camp (1976).
- Nunsploitation: Se caracteriza por presentar monjas envueltas en situaciones sexuales o violentas. Normalmente incluye la utilización de armas, el BDSM, el abuso sexual, el tráfico de armas, el tráfico de drogas, el asesinato, el crimen y el sexo explícito. Algunos títulos de culto este género son: The Devils (1971), Killer Nun (Suor Omicidi) (1978), School of the Holy Beast (聖獣学園) (1974) y Nude Nuns with Big Guns (2010).
- Pink eiga (ピンク映画): Es un género cinematográfico japonés que se caracteriza por presentar argumentos que incluyen escenarios eróticos o violentos en los que intervienen elementos como el asesinato, el sexo explícito, el abuso sexual, el secuestro y el BDSM. Algunos títulos pertenecientes a este género son: Daydream (白日夢) (1964), Go, Go, Second Time Virgin (ゆけゆけ二度目の処女) (1969), Sex & Fury (不良姐御伝 猪の鹿お蝶) (1973) y Ambiguous (曖昧) (2003).
- Rape/Revenge: Se caracteriza por presentar un argumento común entre sus películas, iniciando con una mujer que es abusada sexualmente, que se rehabilita y que termina asesinando a la persona que abusó de ella. Este enfoque del cine de explotación recurre al sexo explícito, el erotismo, el abuso sexual, la violencia física, la utilización de armas, el gore y el asesinato para la construcción de su argumento principal. Algunos títulos de este género son: Lipstick (1976), I spit on your grave (1978) y The Accused (1988).
- Sexploitation: Se caracteriza por incluir un contexto erótico definido por escenas simples que involucran el desnudo, el semi-desnudo o el sexo explícito en la construcción de su argumento. Algunos títulos de culto este género son: Faster, Pussycat! Kill! Kill! (1965), Supervixens (1975),  Caligula (1979) y Showgirls (1995).

### Blockbuster(1970 - 1999)
Se le conoce como blockbuster a la producción fílmica comercialmente exitosa que no tenía intenciones políticas notorias como en décadas pasadas que el cine fuese utilizados como medio de protesta y crítica social, simplemente describe al cine de entretenimiento que tomó gran demanda en la cotidianidad del cine de los 70. Este notable éxito comercial hace, precisamente, que pocos filmes catalogados como blockbuster entren en sentido estricto en la categoría de cine de culto, existiendo, no obstante, ciertas excepciones a causa de la especial repercusión e influencia que han tenido en grupos determinados. Se relaciona a George Lucas como uno de los directores más reconocidos de películas de culto blockbuster de la década de los 70 y la década de los 80.[cita requerida]
En la década de los 70 se innovó el género del cine de horror al incluir géneros de culto como el eco-terror (terror animal) y el slasher como sus principales exponentes del culto en la década de los 70 y 80. El cine eco-terror fue popular con películas como: Jaws (1975), Orca (1977), Piranha (1978), Alligator (1980), Cujo (1983) y Monster Shark (1984). El cine slasher es un subgénero del cine de explotación y el cine thriller que se caracteriza por mostrar una trama común en el argumento de la película en el que  participa un psicópata que asesina brutalmente a un grupo de adolescentes. Como detalle complementario incluye el sexo prematuro y el consumo de drogas entre los personajes adolescentes. Algunos títulos populares del género slasher son: Halloween (1978), Friday the 13th (1980), Prom Night (1980), My Bloody Valentine (1981), A Nightmare on Elm Street (1984) y Child's Play (1988).
El cine popular mostraba diferentes perspectivas, enfocándose al cine de amor, el cine thriller y al cine de fantasía, decorando los argumentos con escenas y otros componentes ligeramente eróticos, altamente dramáticos o cómicamente absurdos.
Algunos blockbusters que han merecido el título de filme de culto en algún sentido son: The Exorcist (1973), American Graffiti (1973), Phantom of the Paradise (1974), Star Wars (1977), Saturday Night Fever (1977), Close Encounters of the Third Kind (1977), Grease (1978), Star Trek: The Motion Picture (1979), Apocalypse Now (1979), Alien (1979), Flash Gordon (1980), Xanadu (1980), The Elephant Man (1980), Somewhere in Time (1980) o Pide al tiempo que vuelva (1980), The Evil Dead (1981), Blade Runner (1982), The Best Little Whorehouse in Texas (1982), E.T. the Extra-Terrestrial (1982), First Blood (1982), Flashdance (1983), Ghostbusters (1984), Back to the Future (1985), Brazil (1985), Blue Velvet (1986), Top Gun (1986), Dirty Dancing (1987), Predator (1987), Bloodsport (1988), Akira (1988), Jurassic Park (1993), Schindler's List (1993), Last Action Hero (1993), Pulp Fiction (1994), Clueless (1995), Fargo (1996), Mars Attacks! (1997), Men in Black (1997), El gran Lebowski (1998), Saving Private Ryan (1998).
El video nasty es una corriente cinematográfica que recurre constantemente al humor negro, ejemplificado constantemente con su mayor exponente, el filme de Stanley Kubrick, A Clockwork Orange (1971). En otros aspectos se populariza el cine no comercial en películas y cortometrajes como: Deepthroat (1972) y Superstar: The Karen Carpenter Story (1987).